# Maschinenpistole 40

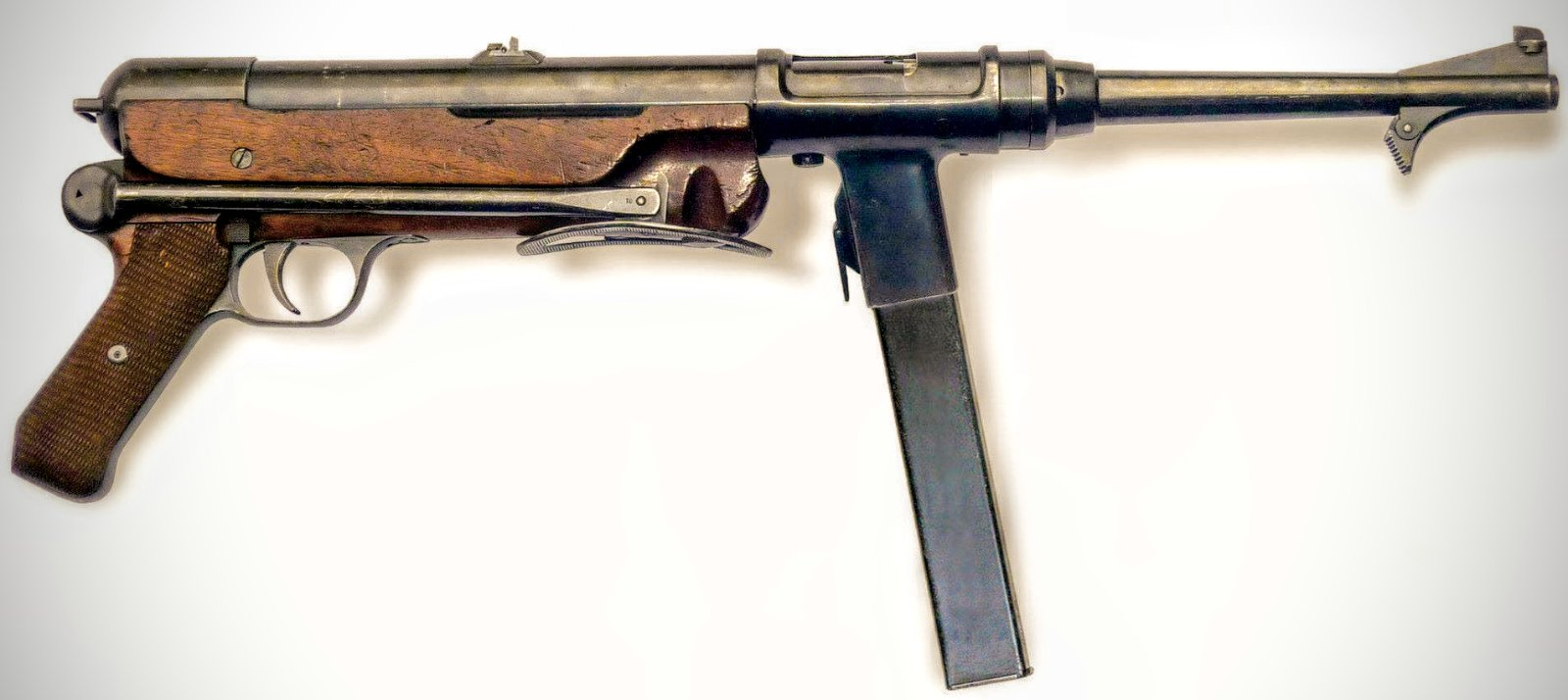
MP 36

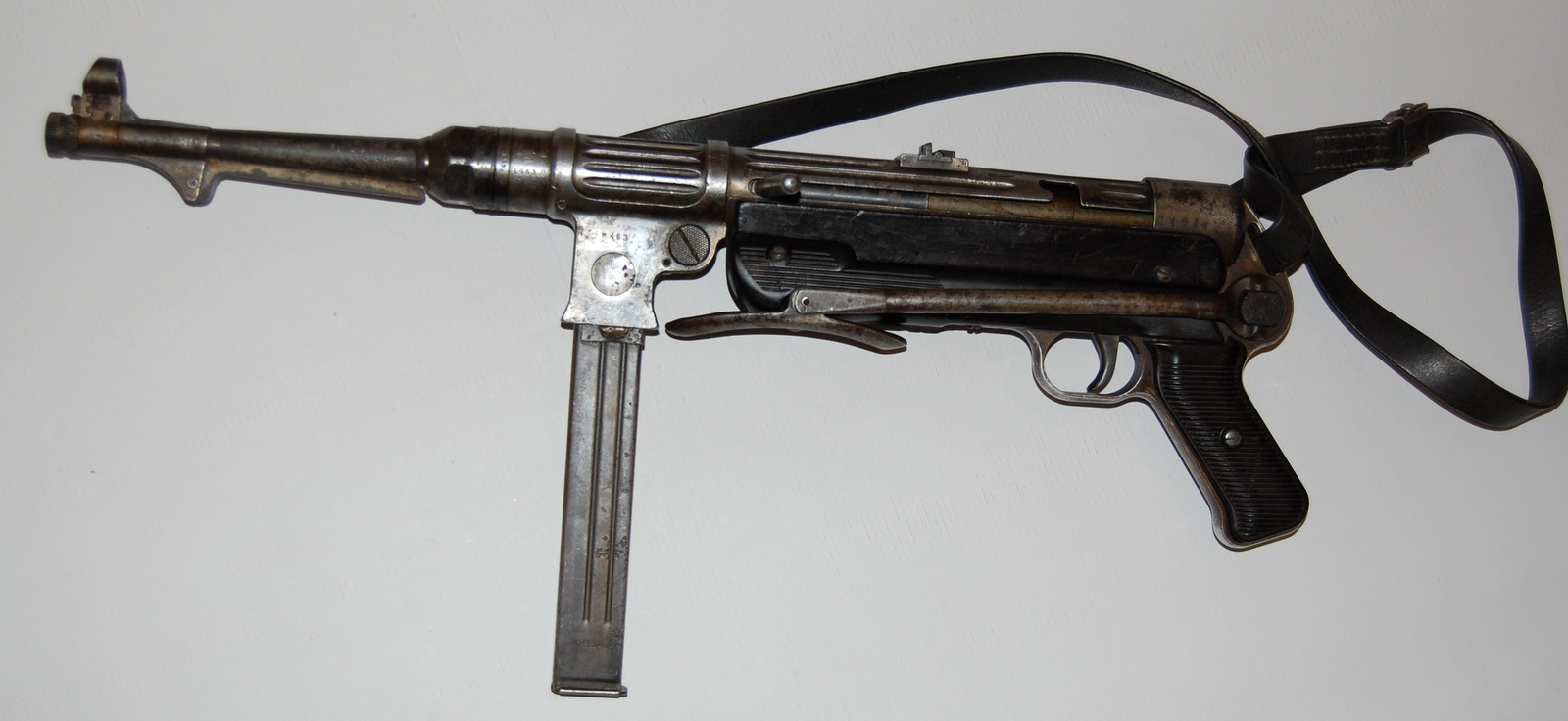
MP38 mit Magazinhalterung mit runder Fräsung

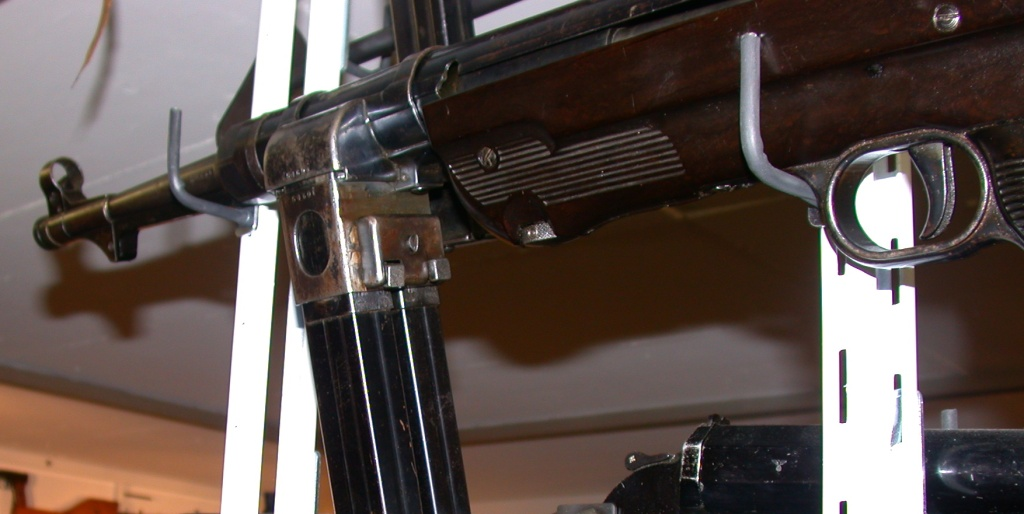
MP40, Magazinschacht für 2 Magazine

Die MP 40, eine Weiterentwicklung der MP 38 aus dem Jahr 1938, wurde ab Anfang 1940 hergestellt und war die Standard-Maschinenpistole der deutschen Wehrmacht im Zweiten Weltkrieg. Wegen der Beteiligung Hugo Schmeissers an der Produktionsfirma und dem Aufdruck seines Namens auf den Magazinen wurde die MP 40 vor allem beim englischsprachigen Gegner als die „Schmeisser“ bekannt.
Entwickelt wurden die MP 38 und MP 40 von Heinrich Vollmer in der Erfurter Maschinenfabrik Geipel (ERMA). Beide Typen basierten konstruktiv auf der von Schmeisser entwickelten und gebauten MP 36. Hergestellt wurden sie bei ERMA, C. G. Haenel in Suhl und in den Steyr-Werken in Österreich, welche die Produktion als letzte im Oktober 1944 einstellten und auch die größte Stückzahl der MP 40 herstellten. Die Gesamtproduktion aller Hersteller betrug 1.047.100 Stück.

## Entwicklungsgeschichte und Konstruktion

### Entwicklung der MP 36
Die Entwicklungsgeschichte begann mit der MP 36, von der bis heute nur zwei Belegexemplare bekannt sind. Gekennzeichnet sind diese mit „ERMA ERFURT“ und „EMP 36“. Bekannte technische Unterschiede zur MP 38 finden sich in der Möglichkeit, die MP 36 per Knopfdruck zwischen Einzel- und Dauerfeuer umzuschalten, sowie in den zur MP 38 nicht passenden MP-36-Magazinen; zudem wird die Schulterstütze weder durch Federn noch eine Arretierung, sondern nur durch Reibkräfte in Position gehalten, auch ist die Schulterauflage geriffelt statt glatt.

### Die MP 38
Der Entwicklungsauftrag zur MP 38 wurde im Januar 1938 vom Heereswaffenamt erteilt. Bereits im August desselben Jahres wurde der Auftrag abgeschlossen und die Produktion der MP 38 konnte beginnen. Die MP 38 wurde gezielt für die Wehrmacht entwickelt, nachdem sich die Vorteile von Maschinenpistolen im Spanischen Bürgerkrieg deutlich gezeigt hatten.
Die Konstruktion der MP 38 wurde von Anfang an für eine kostengünstige Massenfertigung ausgelegt. Konstrukteur Vollmer verzichtete auf einen sperrigen und schweren Holzkolben und versah stattdessen die MP 38 als erste Waffe mit einer einklappbaren Metall-Schulterstütze.
Die Produktion im überwiegend spanabhebenden Verfahren erforderte jedoch einen hohen Materialeinsatz und Arbeitsaufwand. Dies führte zur Überarbeitung der eigentlich erfolgreichen Konstruktion. Durch den Einsatz von Blechprägetechnik und Punktschweißung beschleunigte und vereinfachte sich der Produktionsverlauf enorm. Die Umstellung ohne vorherige sorgfältige Erprobung wirkte sich jedoch anfangs auf die Funktionssicherheit aus. Problematisch für die Ersatzteilhaltung bei der Truppe war auch, dass wegen der verschiedenartigen Herstellungsweisen zahlreiche Teile nicht austauschbar waren.
Die Gestaltung der MP 38 war, verglichen mit bis dahin konstruierten Maschinenpistolen, unkonventionell und innovativ. Die einklappbare Schulterstütze machte die Waffe sehr handlich. Statt Holz kam für den Schaft und die Griffschalen Bakelit zum Einsatz, das billig und schnell herzustellen war. Das Gewicht lag bei 4,2 kg. Konstruktiv war der schwere Feder-Masse-Verschluss zur Verringerung der Feuerrate vorteilhaft für eine gute Handhabung. Da die Waffe nur über Dauerfeuer verfügte, war die geringe Kadenz eine wichtige Voraussetzung dafür, dass selbst ungeübte Schützen nach nur kurzer Praxis auch gezielte Einzelschüsse abgeben konnten. Weitere konstruktive Besonderheiten der MP 38 waren die „Nase“ und die aus Kunststoff gefertigte Schiene unter dem Lauf. Ursprünglich war die Waffe für Panzerbesatzungen konzipiert worden. Die Nase konnte an Auflegekanten (beispielsweise Schießscharten) eingehakt werden, womit verhindert wurde, dass die noch feuernde Waffe durch den Rückstoß ins Fahrzeug zurückschlug, die Schiene schützte dabei den Lauf vor Beschädigung.

### Weiterentwicklung zur MP 40
Die MP 38 wurde in der Folge überarbeitet, um die Fertigung zu vereinfachen und eine maximale Nutzung von Stanz-Teilen und geschweißten Bauteilen zu ermöglichen. Das Ergebnis war die MP 40, die nun nur noch 3,7 kg wog und seit Anfang 1940 hergestellt wurde. Sie ersetzte die MP 38 als Standard-Maschinenpistole der deutschen Wehrmacht im Zweiten Weltkrieg. Die Umstellung auf die Blechprägetechnik wirkte sich jedoch auf die Funktionssicherheit aus und es gab Beschwerden bezüglich der Zuverlässigkeit der Waffe.
Äußerlich zu unterscheiden sind die MP 38 und die MP 40 neben der Stempelung durch die Magazinhalterung (MP 38 mit rundem Punkt, MP 40 mit vier Querrippen).
Eine Schwachstelle der Waffe war außerdem das 32-schüssige Magazin. Darin wurden die Patronen zweireihig gelagert und oben einreihig dem Verschluss zugeführt. Im Übergang von zwei- zu einreihig verklemmten sich die Patronen durch Reibung, Verschmutzung und falsche Handhabung (durch Ergreifen der Waffe am Magazin) beim Abfeuern überdurchschnittlich häufig, sodass es zu Ladehemmungen kam. MP 38 und MP 40 werden (für Rechtshänder) mit der linken Hand am Bakelitvorderschaft für den gezielten Schuss im Schulteranschlag sowie an der Magazinhalterung beim Schuss aus der Hüfte gefasst. Im Laufe des Krieges kam es zu verschiedenen Versuchen, die Hemmungen abzustellen. So wurden in den zuerst glatten Magazinkörper ab 1941 Sicken eingeprägt, was einerseits die Steifigkeit des Magazins fördern und andererseits die Anlagefläche der Patronen im Magazininnern verringern sollte. So sollten Verschmutzungen weniger Einfluss auf die Zuführung haben. Außerdem wurde eine spezielle Magazinreinigungsbürste eingeführt. Weiterhin wurde das Magazin laut Anweisung nur noch mit 28 Schuss munitioniert.
Das verhältnismäßig lange Stangenmagazin führte außerdem dazu, dass die Maschinenpistole im Liegen nur eingeschränkt benutzbar war, da das Auflegen auf den Boden verhindert wurde.
Eine Sicherheitslücke war zu Beginn der nicht arretierbare Verschluss, der durch einen Stoß auf die Waffe aus seiner vordersten Stellung zurückgeworfen werden und bei seinem durch die Schließfeder wieder veranlassten Vorlauf eine Patrone zuführen und zünden konnte. Dieses Manko wurde durch eine Arretiervorrichtung behoben, die serienmäßig ab 1941 eingeführt wurde. Alte MP 38 und 40 wurden meist auf diese Vorrichtung umgerüstet.
Die während des Russlandfeldzuges gesammelten Erfahrungen mit der gegnerischen PPSch-41 und deren 71-schüssigem Trommelmagazin führten zur Entwicklung der MP 40/I, die über eine doppelte Magazinaufnahme verfügte. Nach dem Verschießen des ersten Magazines konnte das zweite durch eine Schubbewegung vor den Verschluss geschoben werden. Damit waren insgesamt 64 Schuss verfügbar. Wegen der komplizierten Konstruktion kam es jedoch nicht zu einer Massenproduktion dieses Modells. Auch brachte es keine Kampfwertsteigerung, da erst ein Sicherheitshebel geöffnet, das Magazin verschoben und der Sicherheitshebel wieder geschlossen werden musste.

### Die Schmeisser MP 41

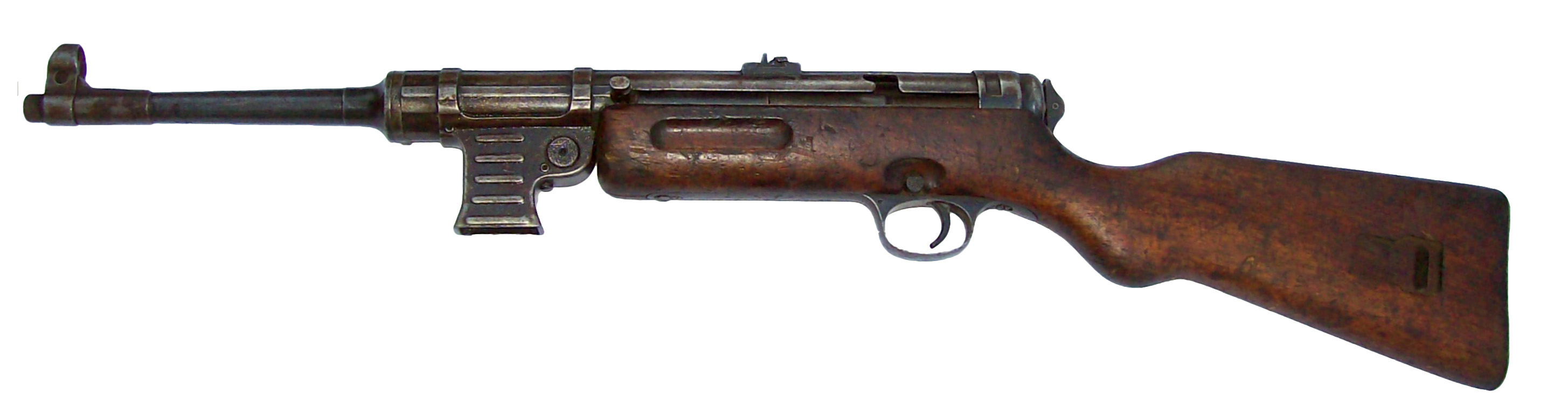
MP 41

Hugo Schmeisser entwarf während des Krieges zusätzlich die MP 41, die technisch großteils identisch mit der MP 40 war. Anstatt der klappbaren Schulterstütze verfügte sie aber über einen Holzschaft. Außerdem entfiel die Nase unterhalb des Laufes. Sie war für Einzel- und Dauerfeuer eingerichtet.

### Zubehör
Zu jeder Waffe gehörten sechs Magazine. Dafür wurden links sowie rechts zu tragende Magazintaschen gefertigt, die jeweils drei Magazine fassten. Für den Magazinfüller (eine Ladehilfe) wurde an der linken Tasche zusätzlich eine kleine Seitentasche angebracht.
Die Waffe wurde mit einem ledernen Trageriemen ausgeliefert. Dieser unterschied sich vom Riemen des Karabiners 98 k. Statt des „Frosches“ war ein doppelköpfiger Metallknopf angebracht, der den Riemen an zwei Öffnungen verband und somit die Riemenöse umschloss.
Zum Schutz der Mündung gab es anfänglich einen metallenen Mündungsschoner, der über die Mündung und eine Rastnase am Kornschutz (bei MP 38 und frühen MP 40) drapiert wurde. Er hatte eine Klappe, die zum Reinigen und vor der Schussabgabe geöffnet werden musste. Diese Konstruktion setzte sich nicht durch; derartige Schoner sind daher heute entsprechend rar. Später entfiel deshalb die Haltenase am Kornschutz der MP 40 und es wurde ein einfacherer Gummischoner für die Mündung verwendet. Dieser konnte im Notfall einfach durchschossen werden.
Zum vollständigen Laden der Magazine war außerdem noch ein Ladegerät im Zubehör enthalten, das auf das Magazin aufgesetzt wurde und so ein schnelles und vollständiges Laden erlaubte. Ferner war als Zubehör ein Manöverpatronengerät verfügbar; dieses ermöglichte das Verschießen von Platzpatronen.

## Einsatzbereich
Die MP 38 war ursprünglich für die Besatzungen gepanzerter Fahrzeuge entwickelt worden. Aufgrund ihrer Führigkeit kam sie aber alsbald bei allen Waffengattungen zum Einsatz; sogar U-Boot-Besatzungen führten MP 38/40 mit. Mit dieser für die damalige Zeit kompakten Waffe konnte eine kleine Einheit eine relativ große Feuerkraft entwickeln. Die effektive Schussentfernung betrug maximal 200 Meter.

## Verbreitung

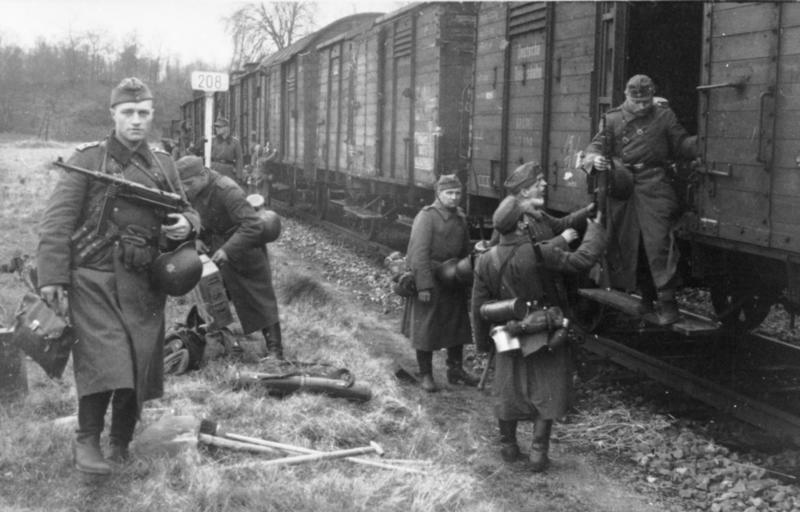
Ein mit der MP 40 bewaffneter Wehrmachtssoldat („Belgien/Frankreich“), 1943

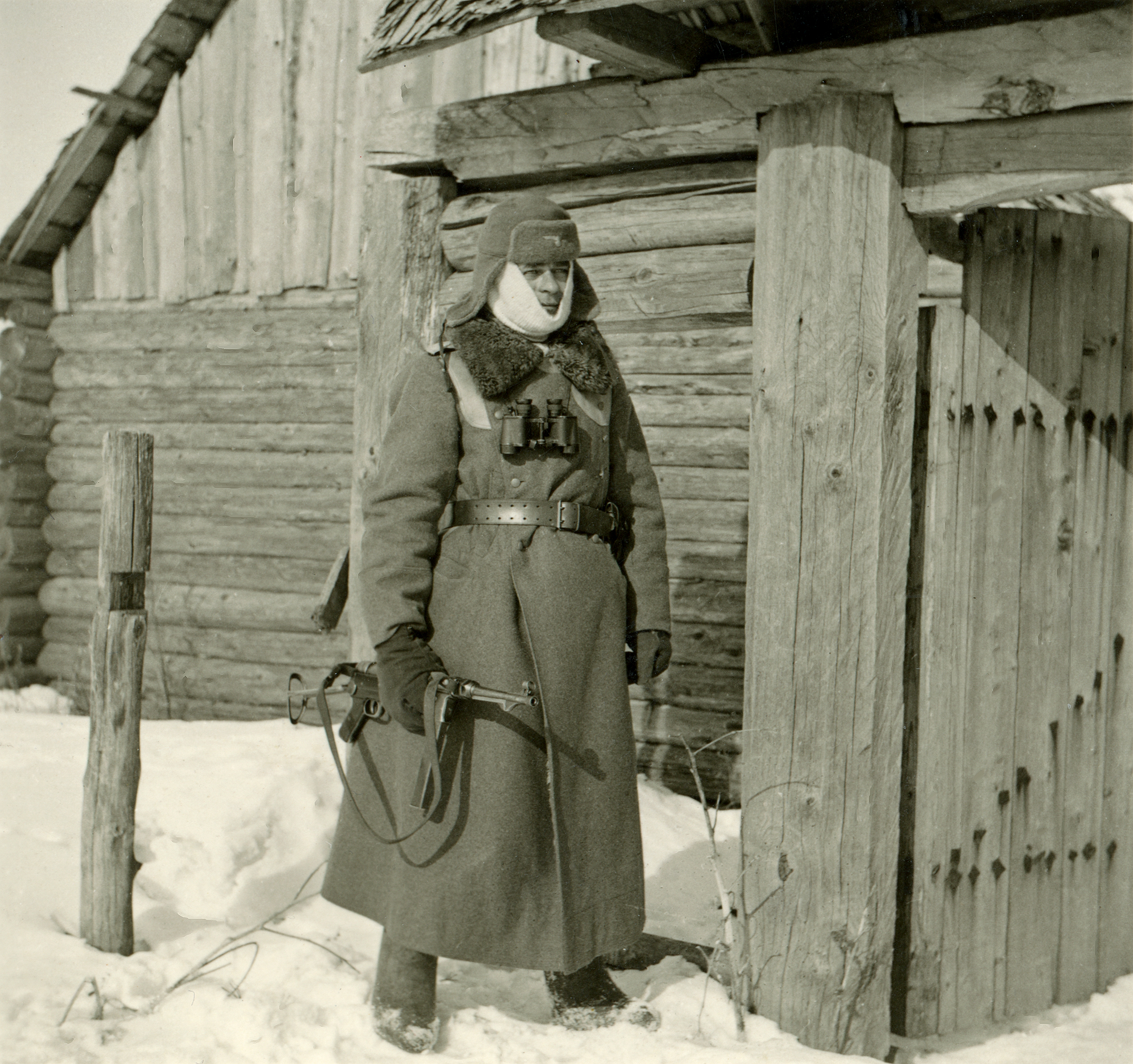
Wehrmachtssoldat (Ofz.) mit MP40 und (selten verfügbarer) Winterausrüstung

Die MP 38/40 gilt als der Inbegriff deutscher Infanteriebewaffnung. Deshalb sind in manchen Hollywoodfilmen deutsche Soldaten entgegen historischer Tatsachen überproportional häufig mit dieser Waffe ausgerüstet. MP 38/40 wurden üblicherweise an Zug- und Gruppenführer ausgegeben, während der überwiegende Teil der deutschen Soldaten mit dem Karabiner 98k kämpfte. Zu Beginn des Überfalles auf Polen im Herbst 1939 hatte die Wehrmacht gerade einmal 8773 MP 38 ausgegeben. Bis zur Einführung der MP 40 waren es etwa 40.000 Stück des Modells 38. Bis zum Ende des Krieges wurden mehr als eine Million MP 40 hergestellt.
Von alliierten Truppen ist bekannt, dass sie die MP 38/40 ihren Waffen gelegentlich vorzogen und als Beutewaffe führten, soweit das von ihren Vorgesetzten toleriert wurde. Zurückzuführen ist dies auf die Handlichkeit der MP 38/40.

## Nachbauten
Die MP 38 oder MP 40 dienten ebenfalls als Konstruktionsvorlage für verschiedene andere Maschinenpistolen bzw. Selbstlader. Darunter:
- die spanische Star Z45 (ab 1945, Kaliber 9 × 23 mm Bergmann-Bayard)[4]
- die jugoslawische Zastava M56 (ab 1956)
- die deutsche Selbstladebüchse BD 38 (ab 2005)

Ebenso wurden Details der MP 40 für andere Maschinenpistolen übernommen, die sich ansonsten technisch deutlich unterscheiden:
- Für die Konstruktion der US-amerikanischen M3 „Grease Gun“ (ab 1942) wurden erbeutete MP 40 und überlassene Sten-Gun-Maschinenpistolen auf weiterverwendbare Konstruktionsdetails untersucht. Die Alliierten wählten bisweilen ihre Maschinenpistolenbewaffnung unter dem Aspekt der Verwendung erbeuteter deutscher Munition aus, weshalb etwa die französische Résistance vorzugsweise auf die britische Sten Gun zurückgriff und US-amerikanische Maschinenpistolen zur Lieferung an europäische Widerstandsgruppen speziell im Kaliber 9 × 19 mm gefertigt wurden (z. B. UD-42).
- Die einklappbare Schulterstütze wurde Vorbild für viele nachfolgende Maschinenpistolen. Noch während des Zweiten Weltkrieges wurde die sowjetische PPS-43 (ab 1943) entwickelt, deren Klappschulterstütze der Schulterstütze der MP 40 nachempfunden ist. Auch die AK-47 in der Version S bedient sich dieses Konstruktionselements.
- Aufgrund der nahezu baugleichen Art konnte das Magazin der MP 40 auch für die 1952 entwickelte belgische Vigneron-Maschinenpistole benutzt werden.

## Nachkriegszeit

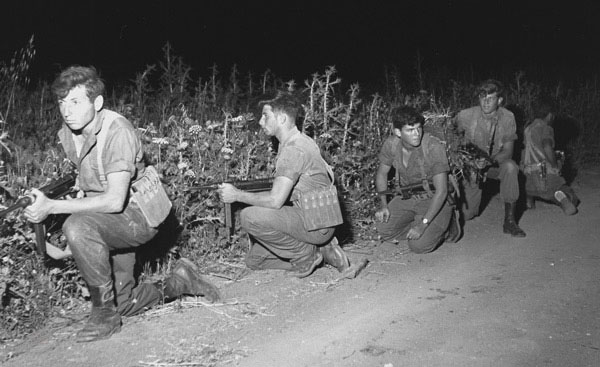
Israelische Fallschirmjäger mit MP40

Nach dem Zweiten Weltkrieg wurde die MP 40 in Palästina eingesetzt, wo größere Mengen deutscher Beutewaffen von der späteren israelischen Armee als Arsenalware eingelagert wurden. Bis 1956 war die MP 40 die offizielle Maschinenpistole der israelischen Fallschirmjäger. In Österreich war die MP 40 neben der PPSch-41 zumindest bis Mitte der 1980er-Jahre beim Österreichischen Bundesheer bei gewissen Truppenkörpern im Einsatz.
Auch auf dem Balkan wurden während des Jugoslawien-Konfliktes in den 1990er-Jahren überraschend viele dieser eigentlich antiquierten Waffen eingesetzt.
Der Einsatz dieser Waffen beruht auf Beutewaffen, die Titos Partisanen in der Region Kosovo der 21. Waffen-Gebirgs-Division der SS „Skanderbeg“ (albanische Nr. 1) abgenommen hatten und bei Einführung moderner Waffensysteme dem Staat Albanien schenkten.
Noch im Russisch-Ukrainischen Krieg kamen die Waffen in unbekannter Stückzahl zum Einsatz.